# ストランビーノ
ストランビーノ（伊: Strambino）は、イタリア共和国ピエモンテ州トリノ県にある、人口約6,200人の基礎自治体（コムーネ）。

## 地理

### 位置・広がり

#### 隣接コムーネ
隣接するコムーネは以下の通り。
- カンディア・カナヴェーゼ
- カラヴィーノ
- イヴレーア
- メルチェナスコ
- ロマーノ・カナヴェーゼ
- ヴェスティニェ
- ヴィスケ

## 行政

### 分離集落
ストランビーノには、以下の分離集落（フラツィオーネ）がある。
- Cerone, Carrone, Crotte, Realizio